# 기계충버섯

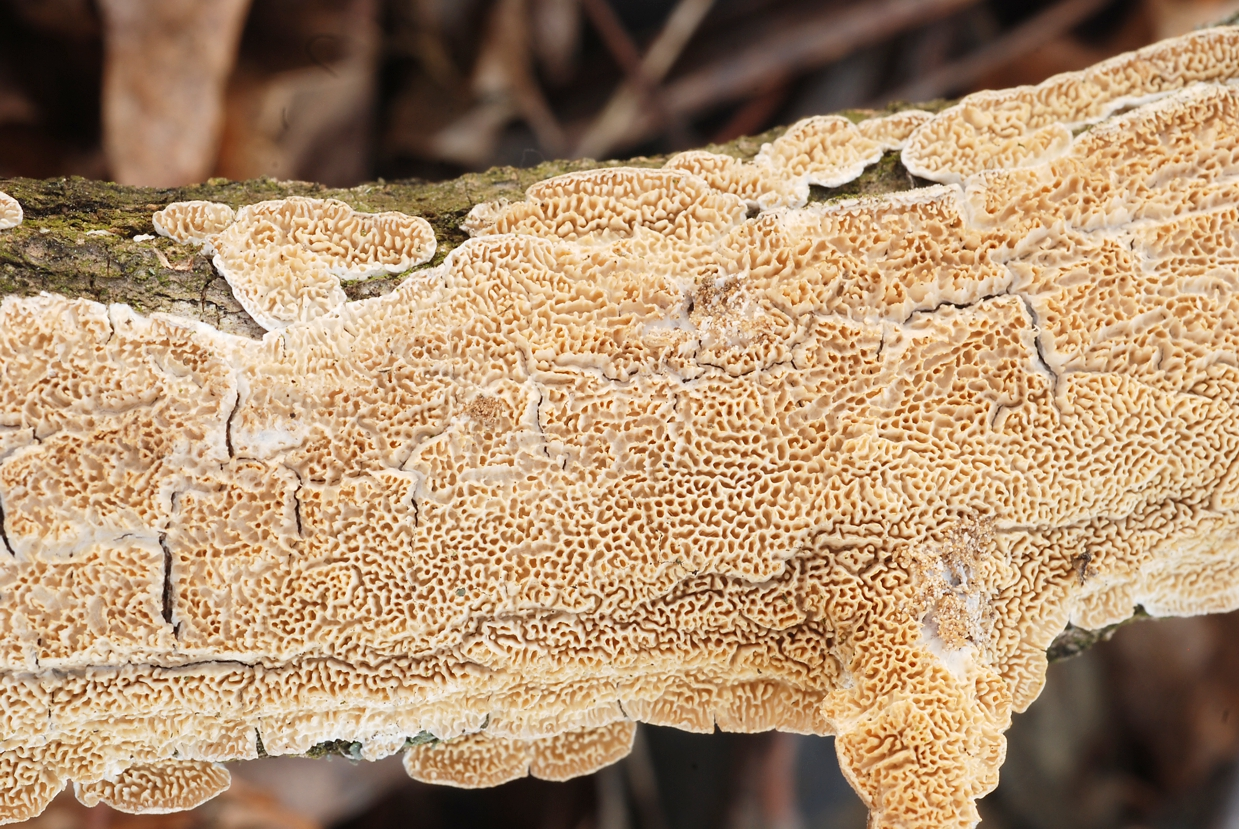

기계충버섯(Irpex lacteus)은 전 세계 온대 지역에서 흔히 볼 수 있는 버섯이다. 종들의 다양성과 풍부함 때문에 수차례 과학계에 새로운 종으로 기재되어왔다. 기계충버섯의 완전한 유전체는 2017년 보고되었다.

## 개요
기계충버섯(Irpex lacteus)은 전 세계 온대 지역에 분포된 진균류의 일종으로, 분류학적으로는 담자균문(Basidiomycota), 주름버섯강(Agaricomycetes), 구멍장이버섯목(Polyporales), 아교버섯과(Meruliaceae), 기계충버섯속(Irpex)에 속한다. 기계충버섯은 한국(남산, 소백산, 오대산, 가야산, 두륜산, 변산반도국립공원, 지리산), 북한(백두산), 중국, 시베리아, 유럽, 북아메리카 등에 분포하면 반배착성 버섯이다. 기계충버섯은 주로 참나무류에 서식하는 균류로 목재를 분해해 무기물로 환원시키는 '목재부후균'의 일종으로 화학적으로 생성된 환경오염물질, 산업폐기물, 폭발물질에 대한 생물학적인 분해능력이 뛰어나 환경정화 용도로 활용되고 있다. 또한 기계충버섯은 항균작용과 항진균작용이 있는 것으로 알려져 있으며 이의 자실체 또는 균차체의 신장염에 대한 효과가 제시되었으나 이 외의 생리학적 활용에 대한 연구는 미미한 상태이다.

## 균사체 배양물
기계충버섯(Irpex lacteus) 균사체 배양물(EFILA)은 기계충버섯 균주를 액체배지에서 적정한 공기공급량과 교반 속도, 배양 온도 하에서 5~7일 배양하여 얻을 수 있다. 버섯류는 탄수화물, 단백질, 지질, 무기질 및 비타민 등의 풍부한 영양과 독특한 향을 함유하고 있어 자실체 뿐만 아니라 액체배양을 통하여 생산된 균사체도 식용이 가능하여 기능석 식품 및 의약품 소재로 많이 활용되고 있다.  즉, 버섯의 균사체는 자실체와 마찬가지로 여러 가지 유용한 물질을 함유하고 있으며 특히 균사체는 버섯 자실체와 달리 안정적으로 대규모 용기 내에서 단기배양 및 산업적 생산이 가능하다는 장점이 있으며 최근 대부분의 버섯 종균은 액체 배지에서 함유된 영양성분을 이용한 생물 전환을 통해 다양한 생리활성물질을 포함하는 균사체 배양이 가능하게 되었다. 기계충버섯 균사체 배양물은 건조 중량 기준으로 베타글루칸을 35.21%, 세포외 다당체를 44.34%로 고농도로 포함하여 산업적으로 유용하게 사용될 수 있다.

## 동의어
- Boletus cinerascens Schwein. (1822)
- Boletus tulipiferae Schwein. (1822)
- Coriolus lacteus (Fr.) Pat. (1900)
- Coriolus tulipiferae (Schwein.) Pat. (1900)
- Daedalea diabolica Speg. (1889)
- Hirschioporus lacteus (Fr.) Teng (1963)

- Hydnum lacteum (Fr.) Fr. (1823)
- Irpex bresadolae Schulzer (1885)
- Irpex diabolicus (Speg.) Bres. (1919)
- Irpex hirsutus Kalchbr. (1878)
- Irpex lacteus f. sinuosus (Fr.) Nikol. (1953)
- Irpex pallescens Fr. (1838)
- Irpex sinuosus Fr. (1828)
- Irpiciporus lacteus (Fr.) Murrill (1907)
- Irpiciporus tulipiferae (Schwein.) Murrill (1905)
- Microporus chartaceus (Berk. & M.A.Curtis) Kuntze, (1898)
- Microporus cinerascens (Schwein.) Kuntze (1898)
- Polyporus chartaceus Berk. & M.A.Curtis (1849)
- Polyporus tulipiferae (Schwein.) Overh. [as 'tulipiferus'], (1915)
- Polystictus bresadolae (Schulzer) Sacc. (1888)
- Polystictus chartaceus (Berk. & M.A.Curtis) Cooke, (1886)
- Polystictus cinerascens (Schwein.) Cooke (1886)
- Polystictus cinerescens (Schwein.) Cooke
- Polystictus tulipiferae (Schwein.) Cooke (1886)
- Poria cincinnati Berk. ex Cooke, (1886)
- Poria tulipiferae (Schwein.) Cooke, (1888)
- Sistotrema lacteum Fr. (1818)
- Steccherinum lacteum (Fr.) Krieglst. (1999)
- Trametes lactea (Fr.) Pilát (1940)
- Xylodon bresadolae (Schulzer) Kuntze (1898)
- Xylodon hirsutus (Kalchbr.) Kuntze (1898)
- Xylodon lacteus (Fr.) Kuntze (1898)
- Xylodon pallescens (Fr.) Kuntze (1898)
- Xylodon sinuosus (Fr.) Kuntze (1898)